# Karlmühle
Karlmühle ist ein Gemeindeteil des Marktes Thiersheim im Landkreis Wunsiedel im Fichtelgebirge (Oberfranken, Bayern).

## Lage
Die Karlmühle liegt auf einer Nebenstraße zwischen Kothigenbibersbach und Bergnersreuth. Der Mühlenweg des Fichtelgebirgsvereins nutzt landwirtschaftliche Wege zwischen Mittelmühle und Sandmühle. Die Karlmühle war eine Mahl- und Schneidmühle und ist eine Einöde. Dort fließt der Kothigenbibersbacher Bach in den Flitterbach.

## Geschichte
Die Mühle wurde 1429 mit Erhard Pecher erstmals erwähnt. 1950 wurde sie als Kunstmühle umgerüstet. Der Mahlbetrieb wurde 1989 eingestellt.